# Bande dessinée congolaise
L'expression « bande dessinée congolaise » désigne les bandes dessinées connaissant leur première publication en République démocratique du Congo (RDC, ex-Congo belge et Zaïre), généralement produites par des auteurs congolais.

## Documentation
- Christophe Cassiau-Haurie, Histoire de la BD congolaise, Paris : L'Harmattan, 2010.  (ISBN 9782296120280)